# Naturschutzgebiet Ober der Lehmkuhle
Das Naturschutzgebiet Ober der Lehmkuhle (NSG-Kennung SG-003) mit einer Größe von 4,69 ha liegt im südöstlichen Bereich des Solinger Stadtgebietes im Stadtteil Burg, unweit der Stadtgrenze zu Remscheid. Das Gebiet wurde 2005 durch die Stadt Solingen als Naturschutzgebiet (NSG) ausgewiesen.

## Gebietsbeschreibung
Das Naturschutzgebiet ist eine Hangverebnungsfläche oberhalb eines Steilhanges auf der linken Seite der Wupper bei Unterburg. Die Verebnungsfläche liegt 45 m bis 75 m über der Talsohle. Sie ist zwischen 8 Grad und 16 Grad nach Südwesten geneigt und durch Lage, Neigung und Exposition strahlungsbegünstigt. Das Gelände ist terrassiert und durch einen Hohlweg zweigeteilt, der von alten Eichen und Hainbuchen gesäumt wird. Frühere gärtnerische Nutzungen sind aufgegeben worden und so hat sich dort der größte zusammenhängende Schlehenbestand auf Solinger Gebiet ausgebreitet. Dies ist die Ursache für die Entwicklung eines äußerst vielfältigen Vorkommens an seltenen Tagfalter- und Heuschreckenarten. Unter den dort lebenden neun verschiedenen Heuschreckenarten wurde 1999 auch die seltene Große Goldschrecke entdeckt, das einzig bekannte Vorkommen im Bergischen Städtedreieck.

## Wanderwege
Das Gebiet ist für Wanderer und Spaziergänger erschlossen. Direkt oberhalb des Naturschutzgebietes an der Remscheider Straße ist ein kleiner Wanderparkplatz (ca. 9 PKW) mit einer Info-Tafel für das Naturschutzgebiet. Der Wandererlebnisweg Wupper (Dreieck-Segel) und der Bezirkswanderweg des SGV (Raute 6) führen vom Wanderparkplatz hinab durch das Naturschutzgebiet nach Unterburg.

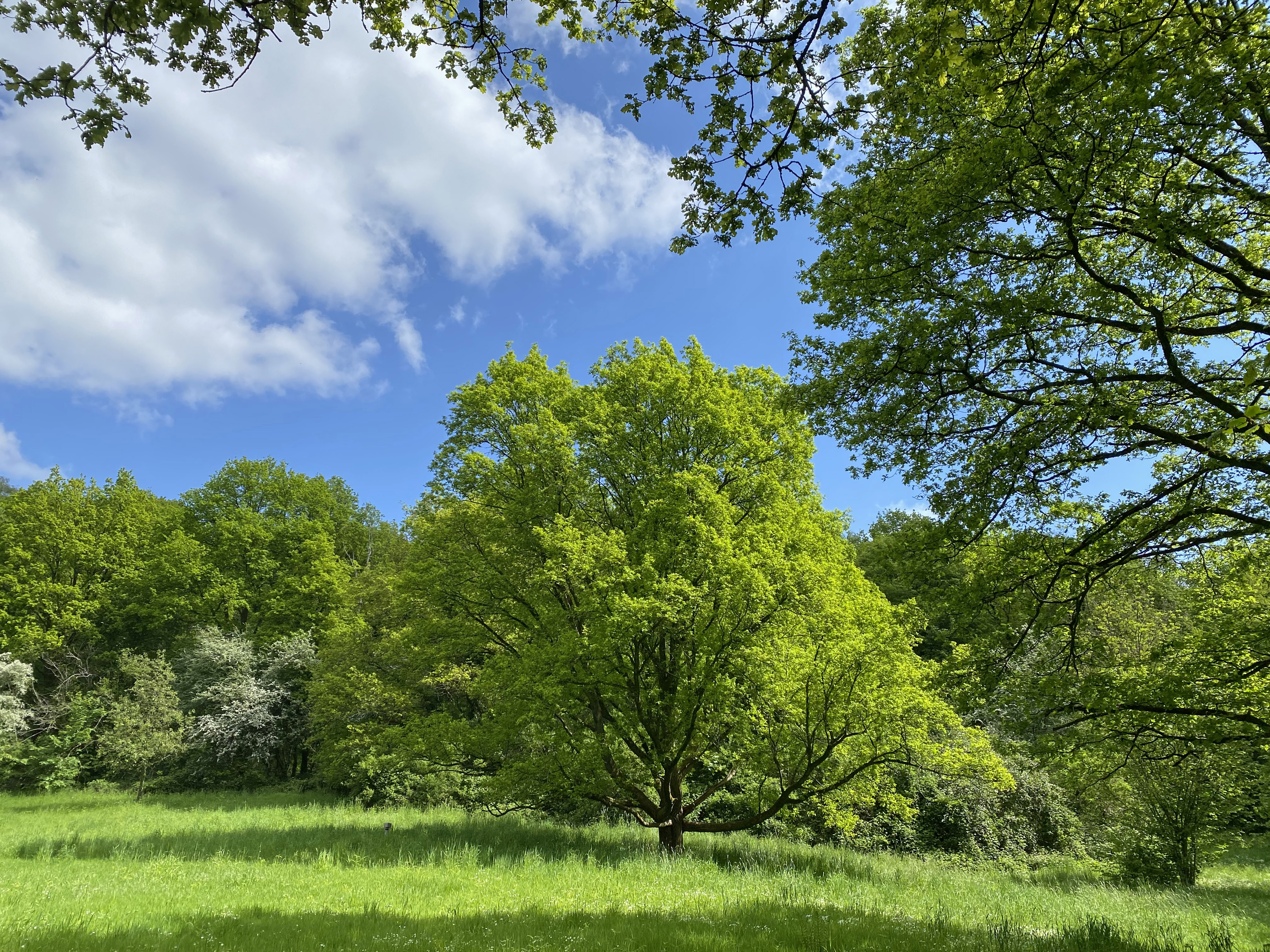
Wiese westl. des Hohlweges mit alter, freistehende Eiche
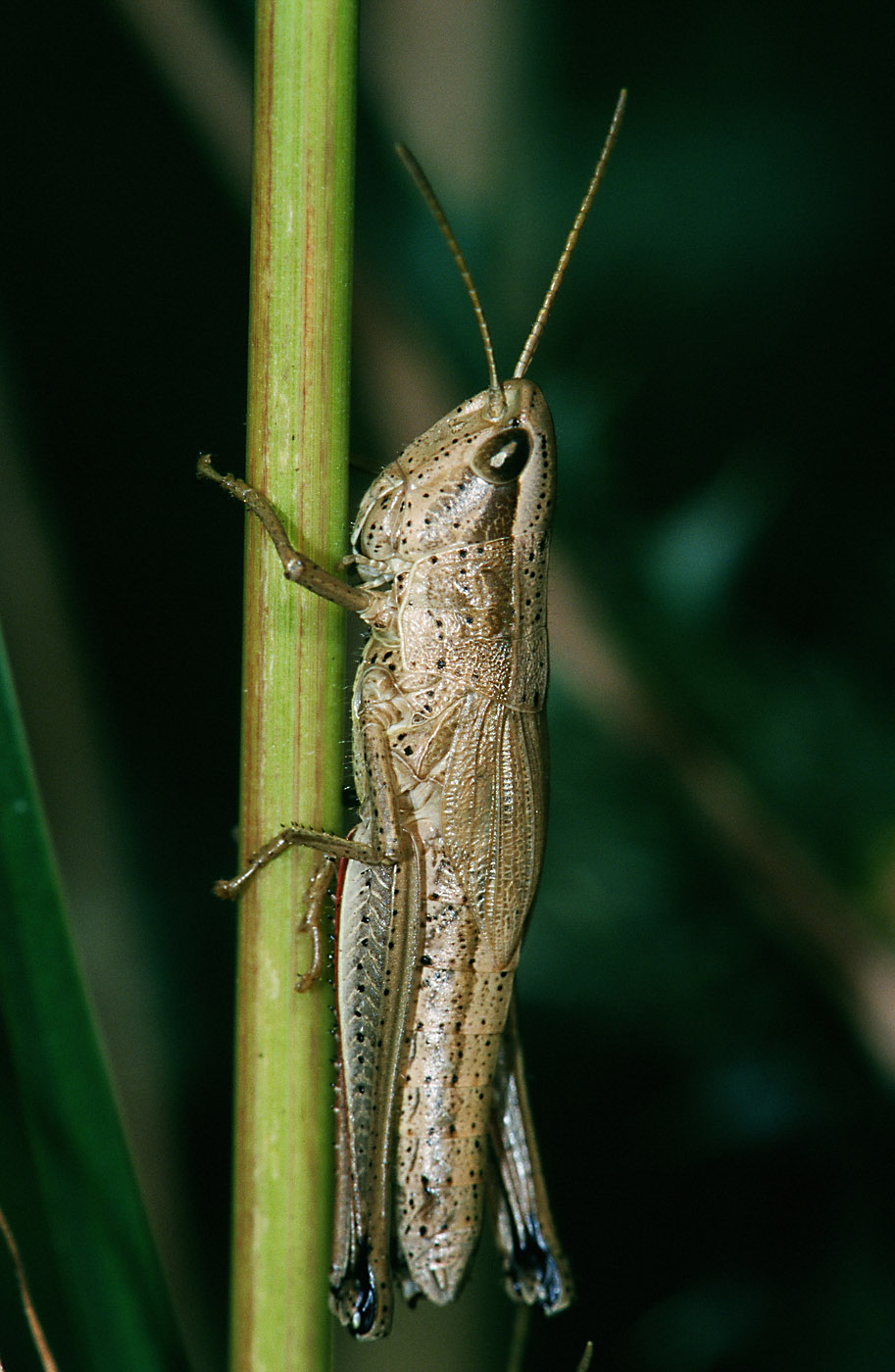
Große Goldschrecke (Chrysochraon.dispar)
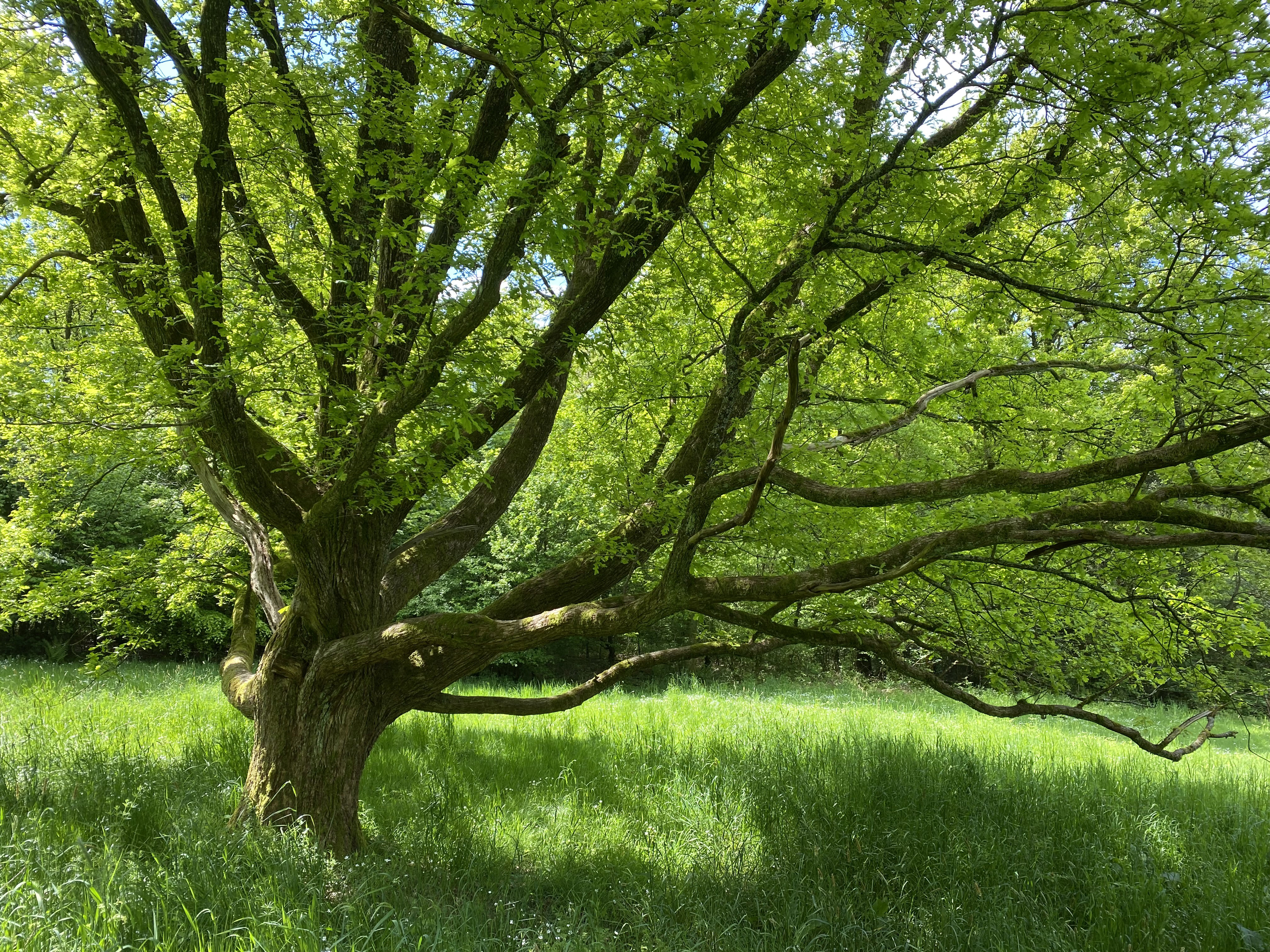
Alte Eiche im westl. Teil
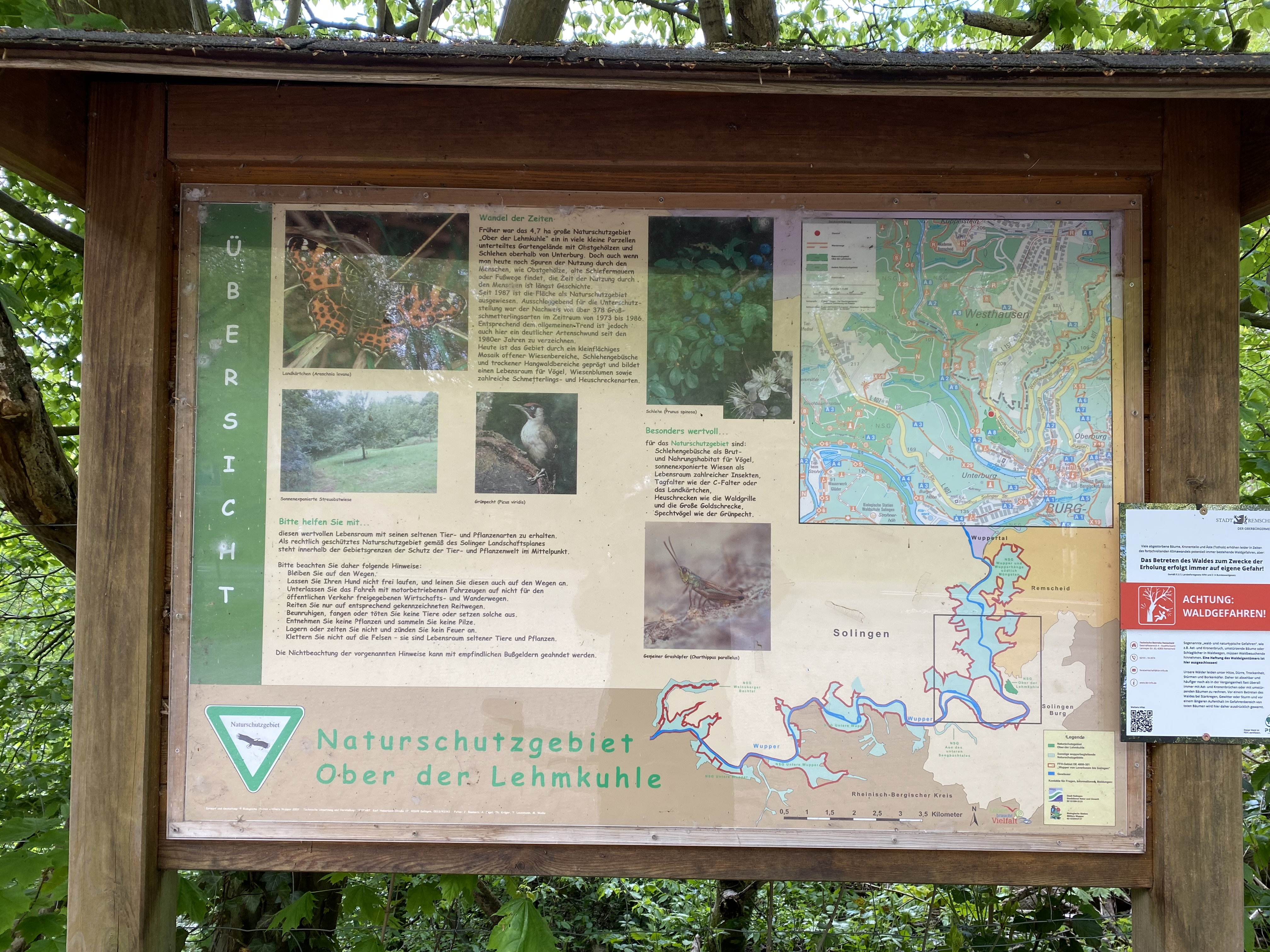
Info-Tafel NSG Ober der Lehmkuhle
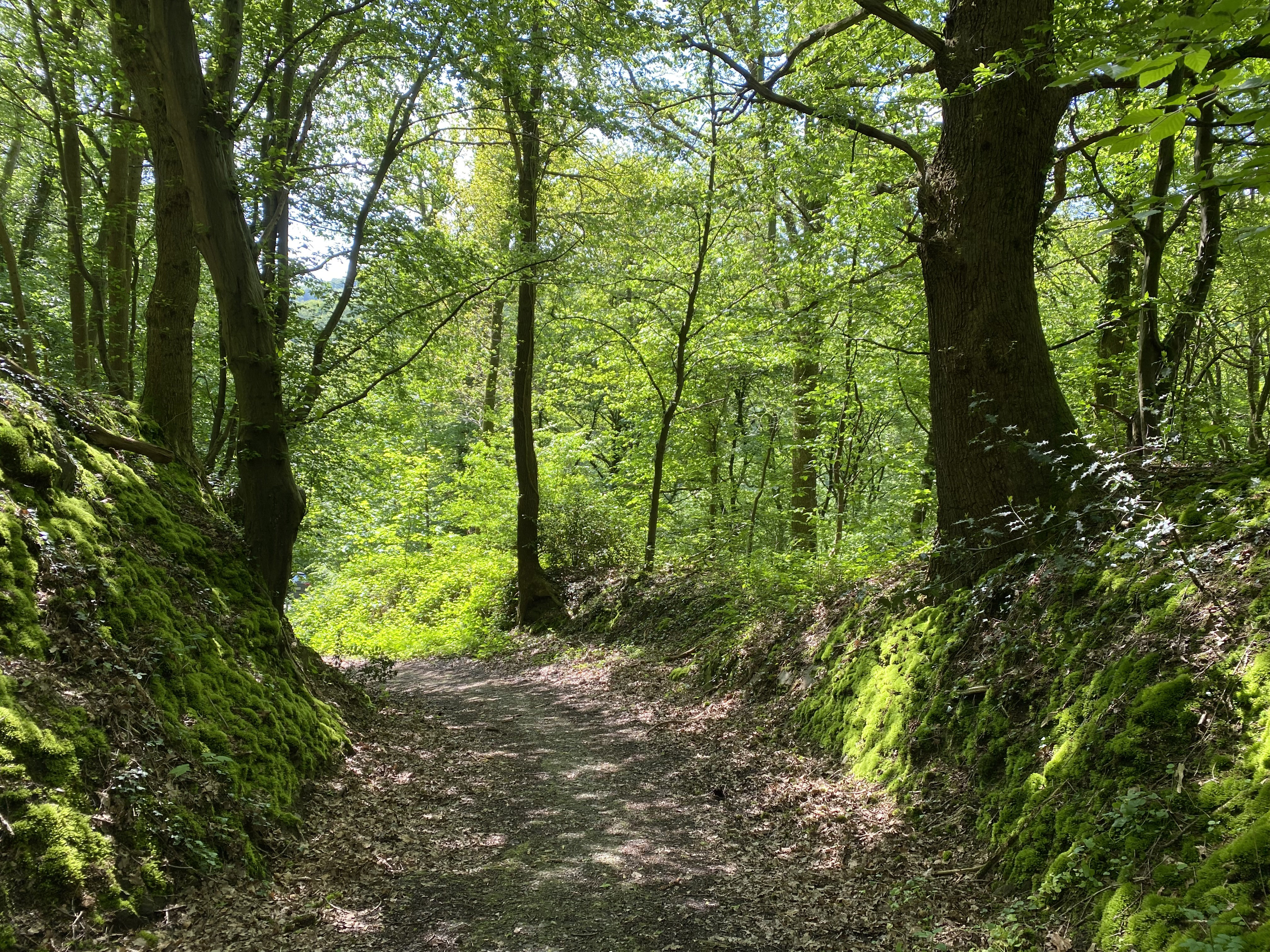
Ein alter Hohlweg zweiteilt das NSG
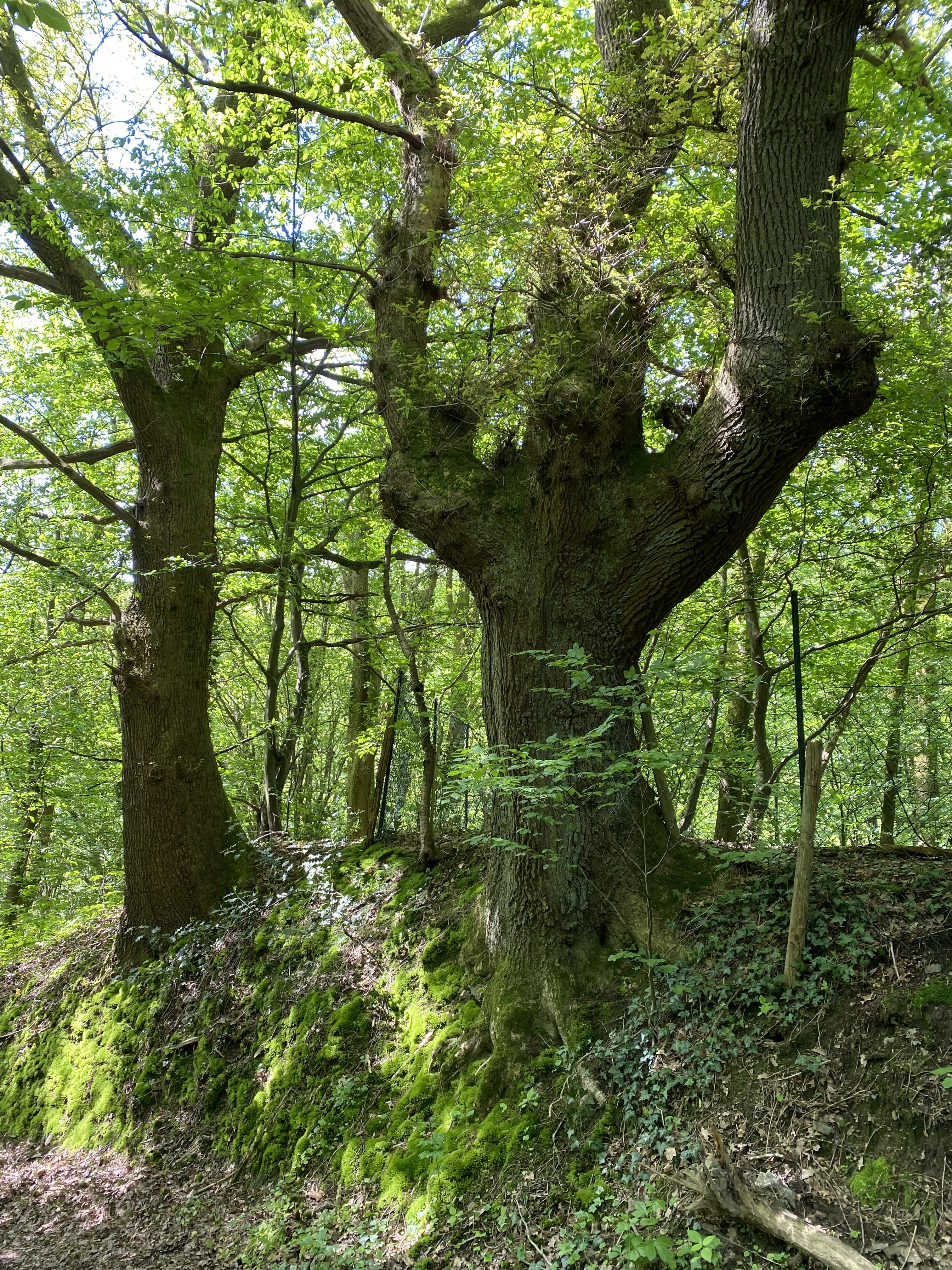
Hohlweg gesäumt von alten Hainbuchen
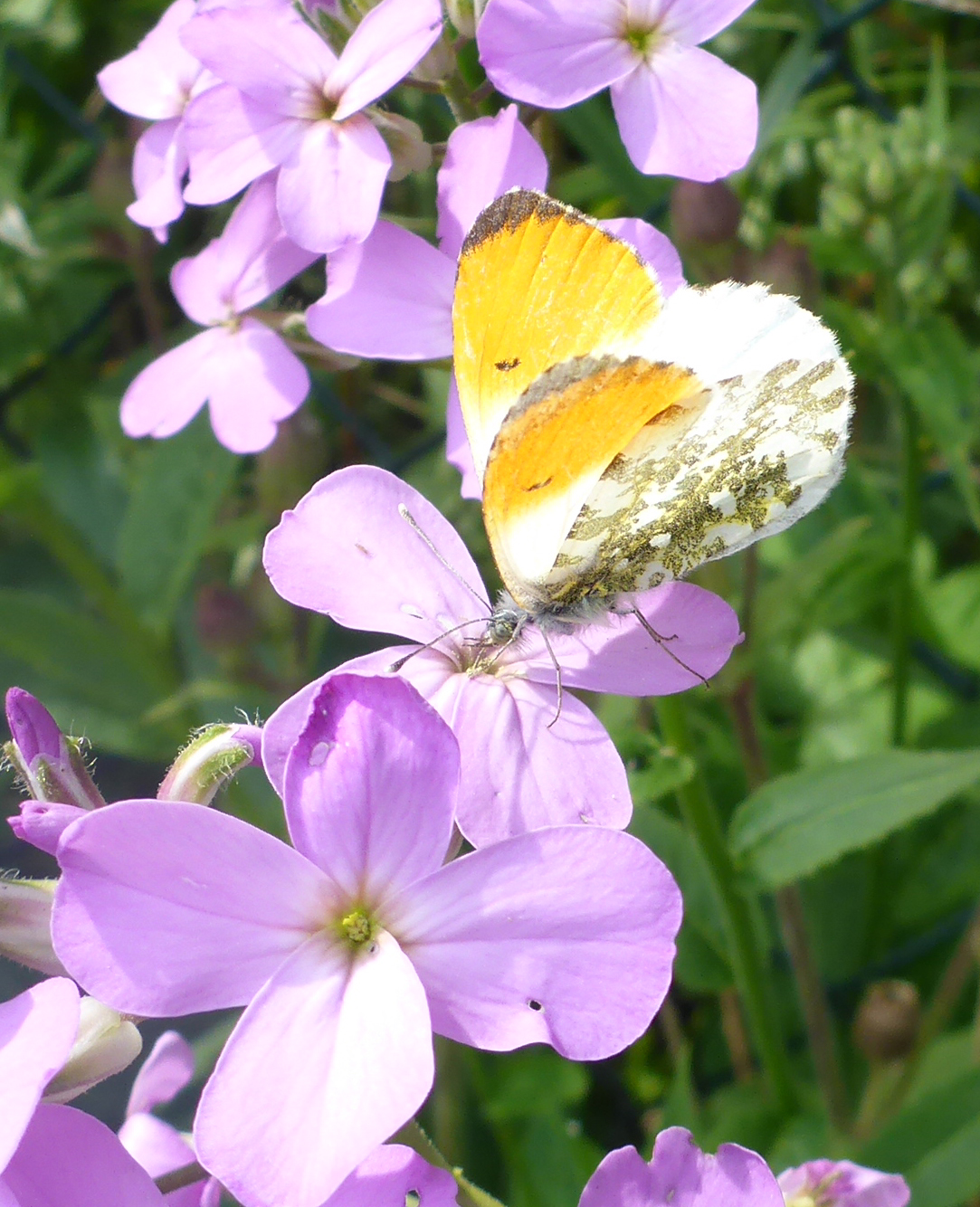
Aurorafalter (Anthocharis cardamines)
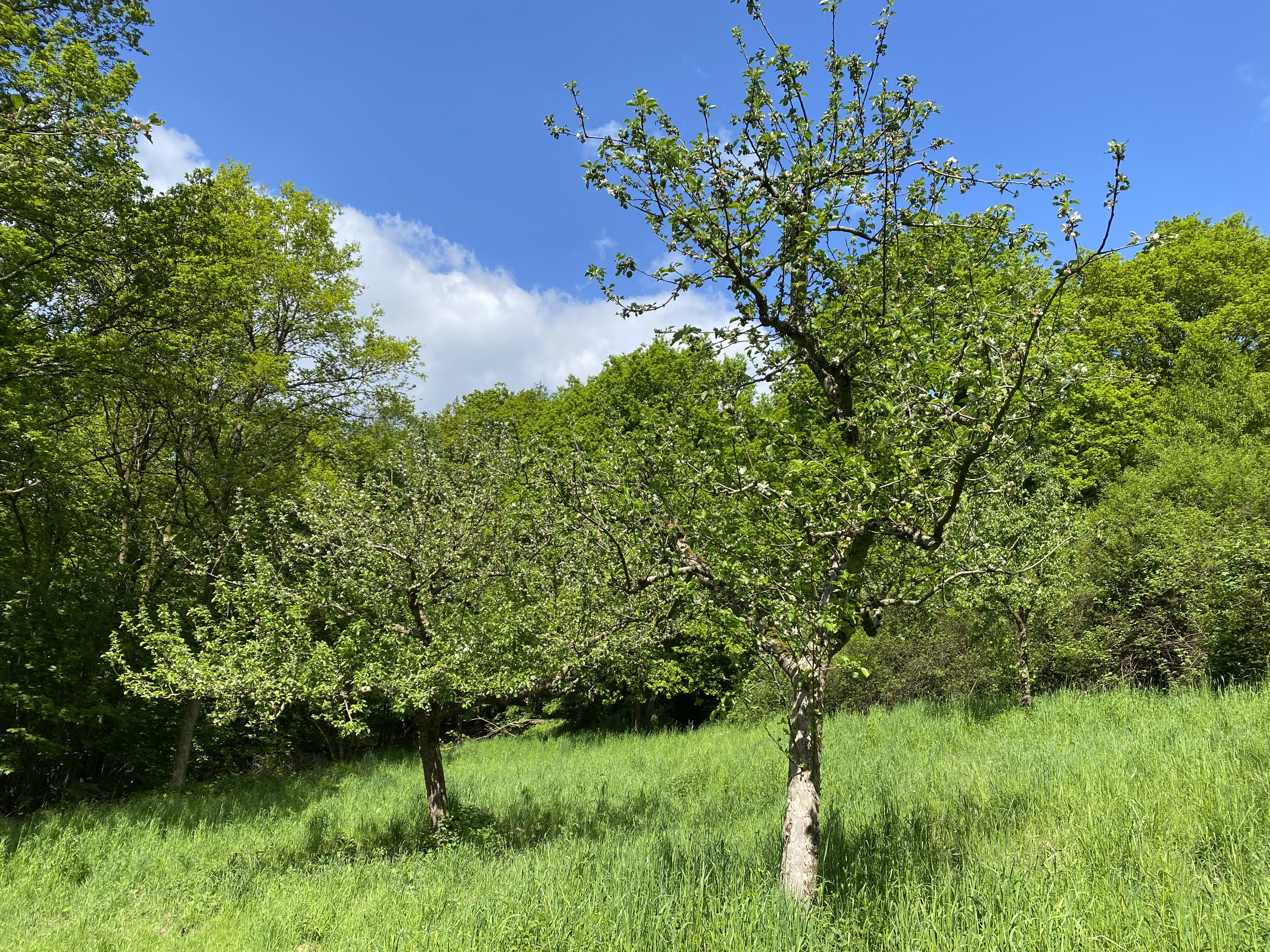
Hangverebnungsfläche mit alten Obstbäumen
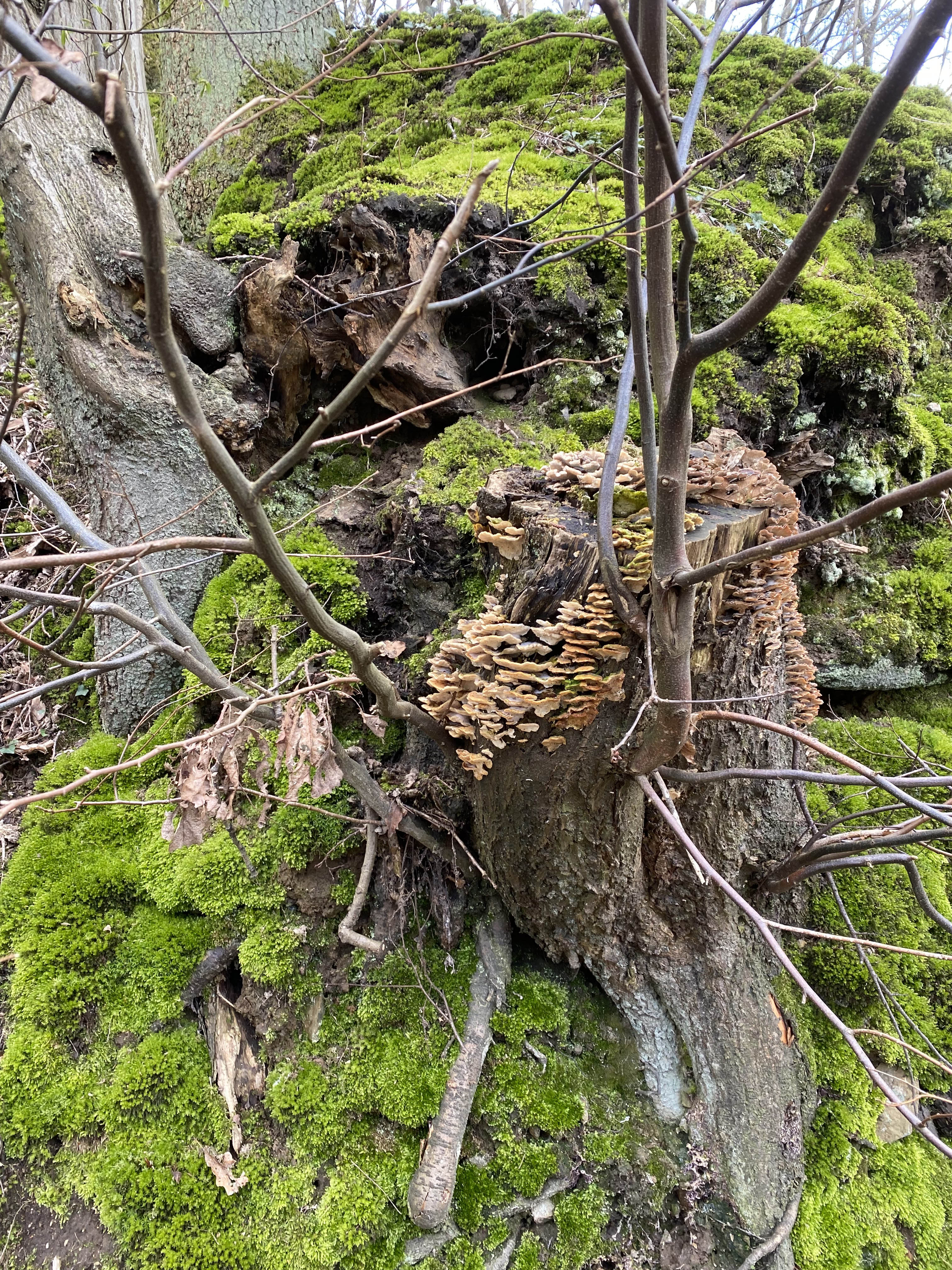
Moose, Pilze, Totholz im NSG
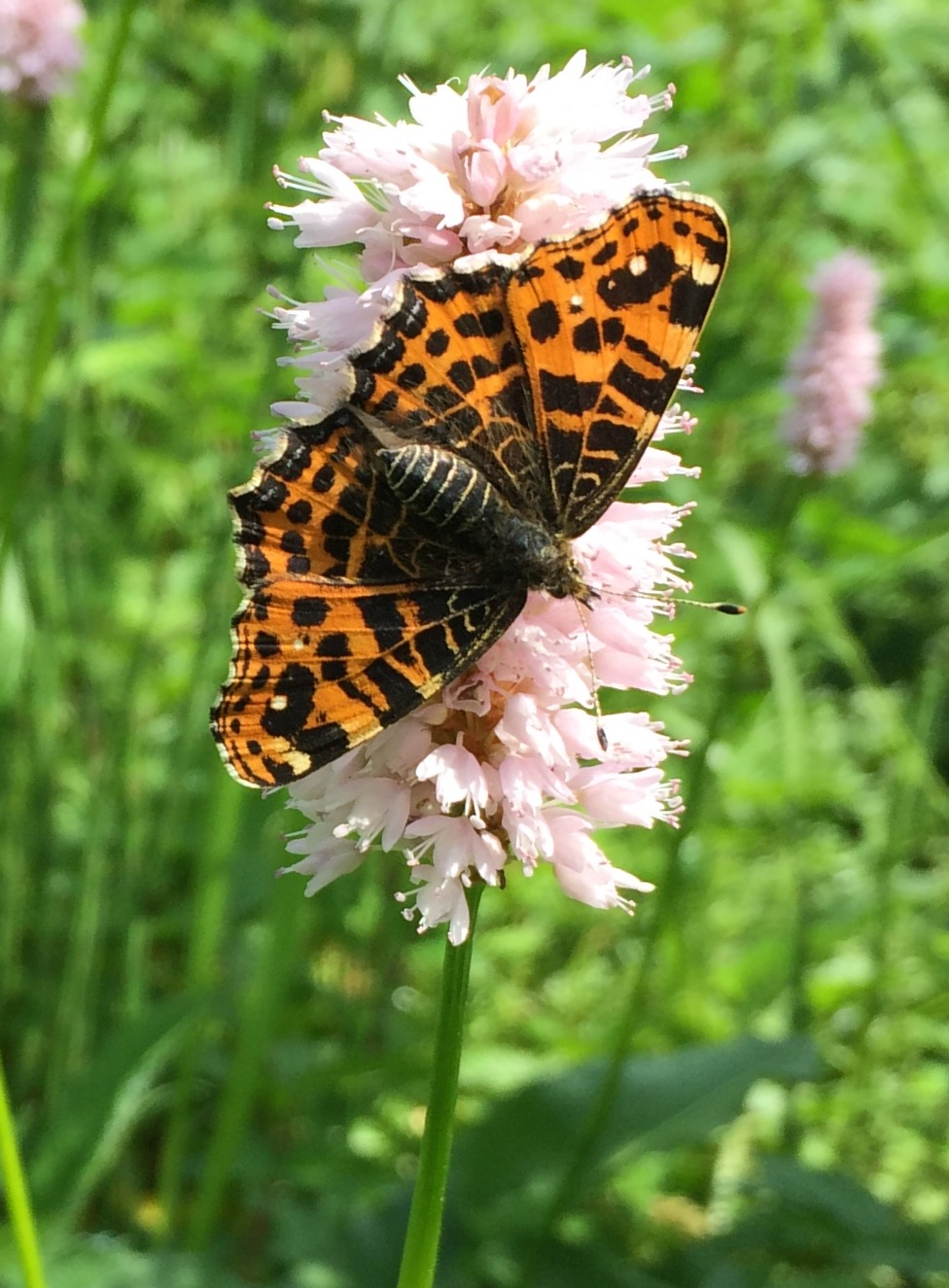
Landkärtchen (Araschina levana) auf Schlangen-Knöterich
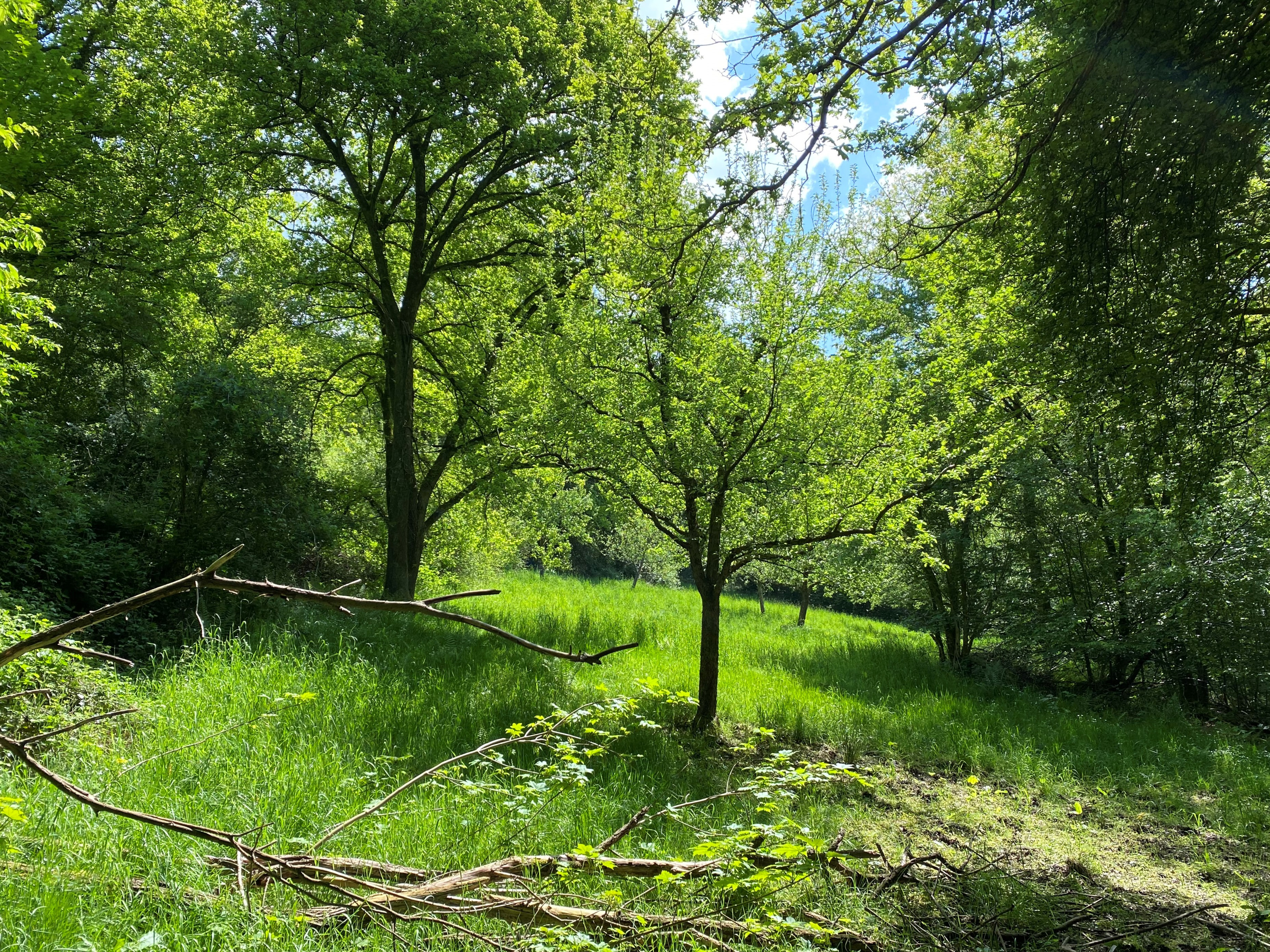
Obstbaumbrache
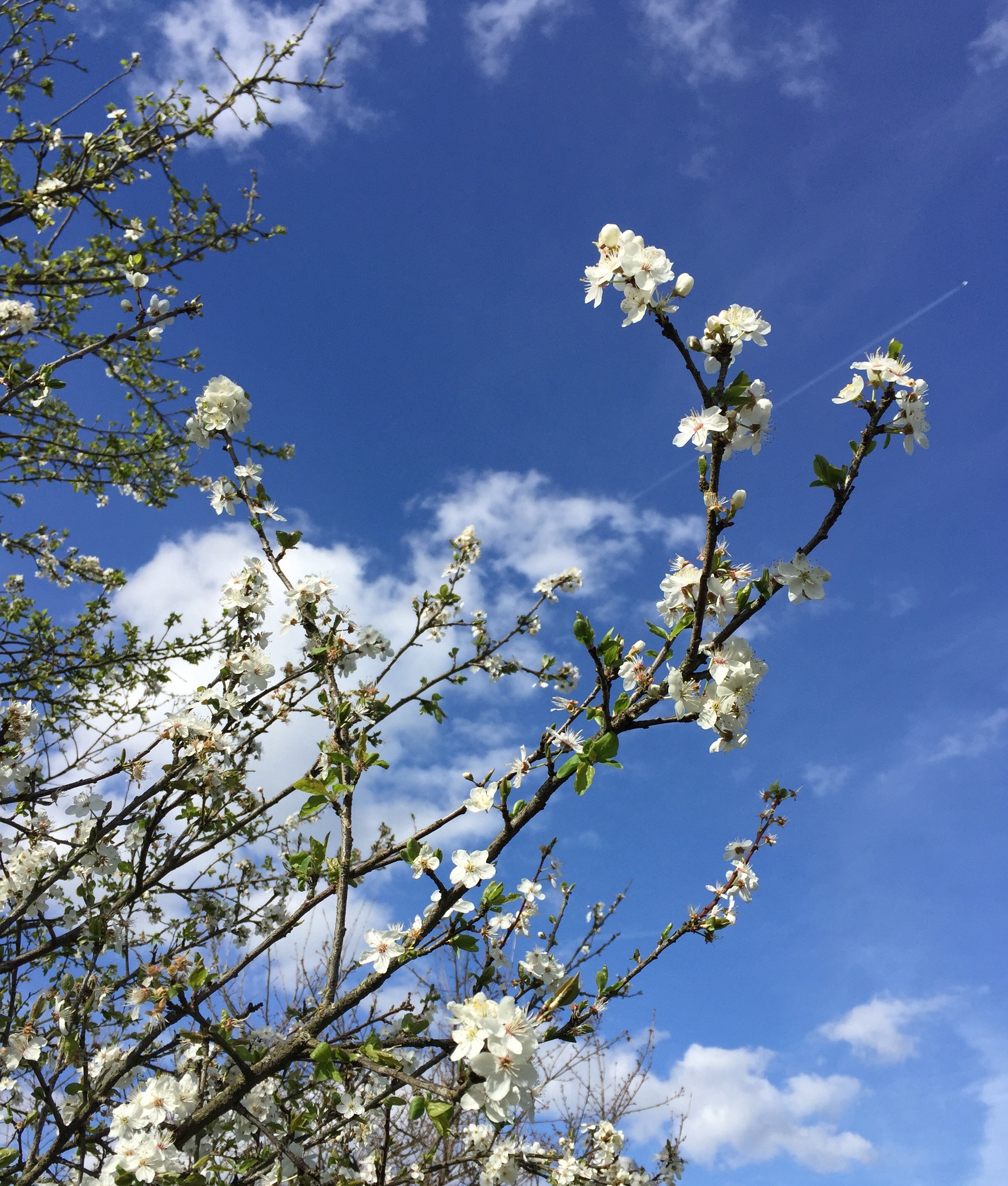
Schlehdorn-Blüte im April
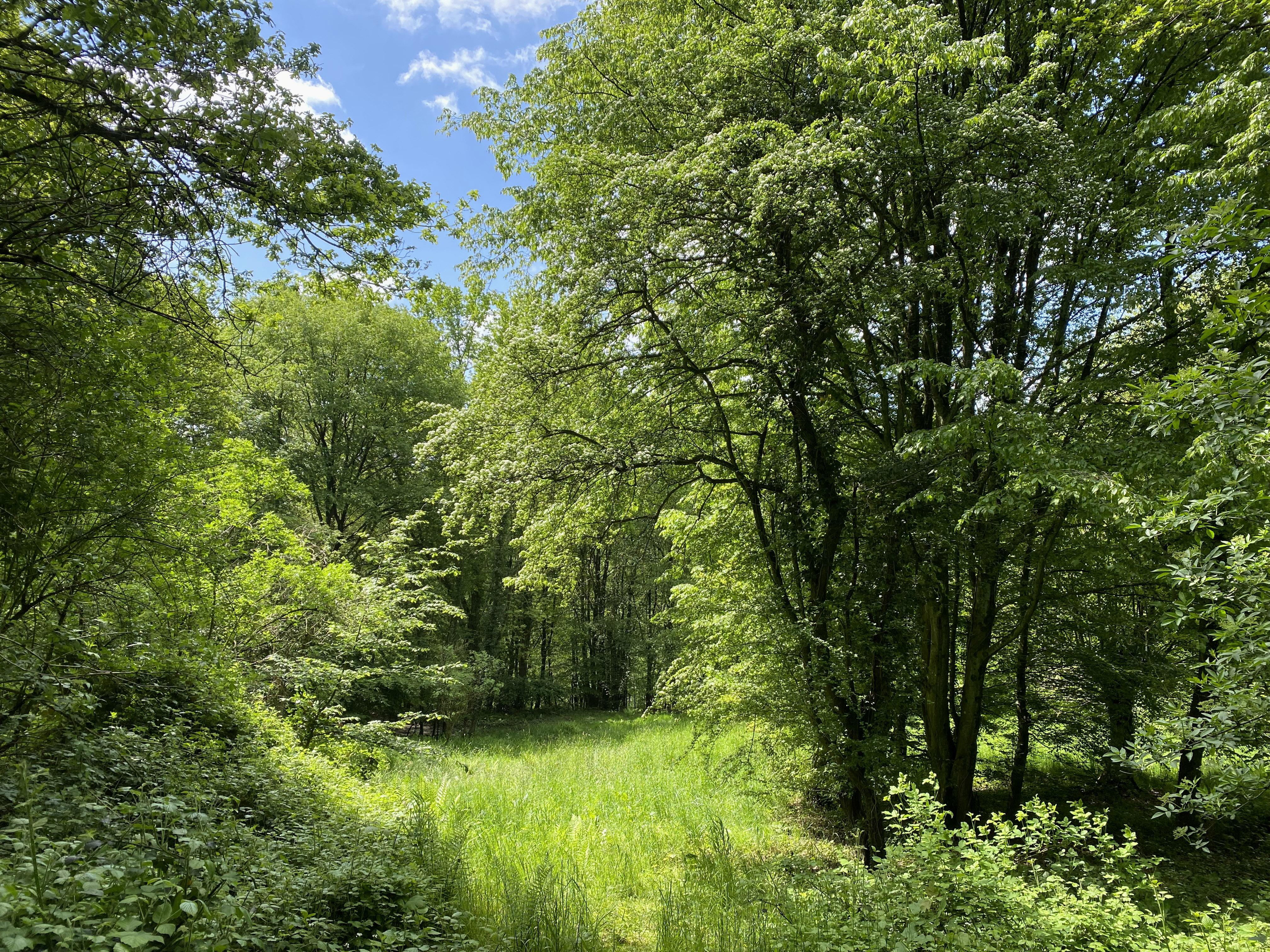
Waldwiese mit Quellgebiet
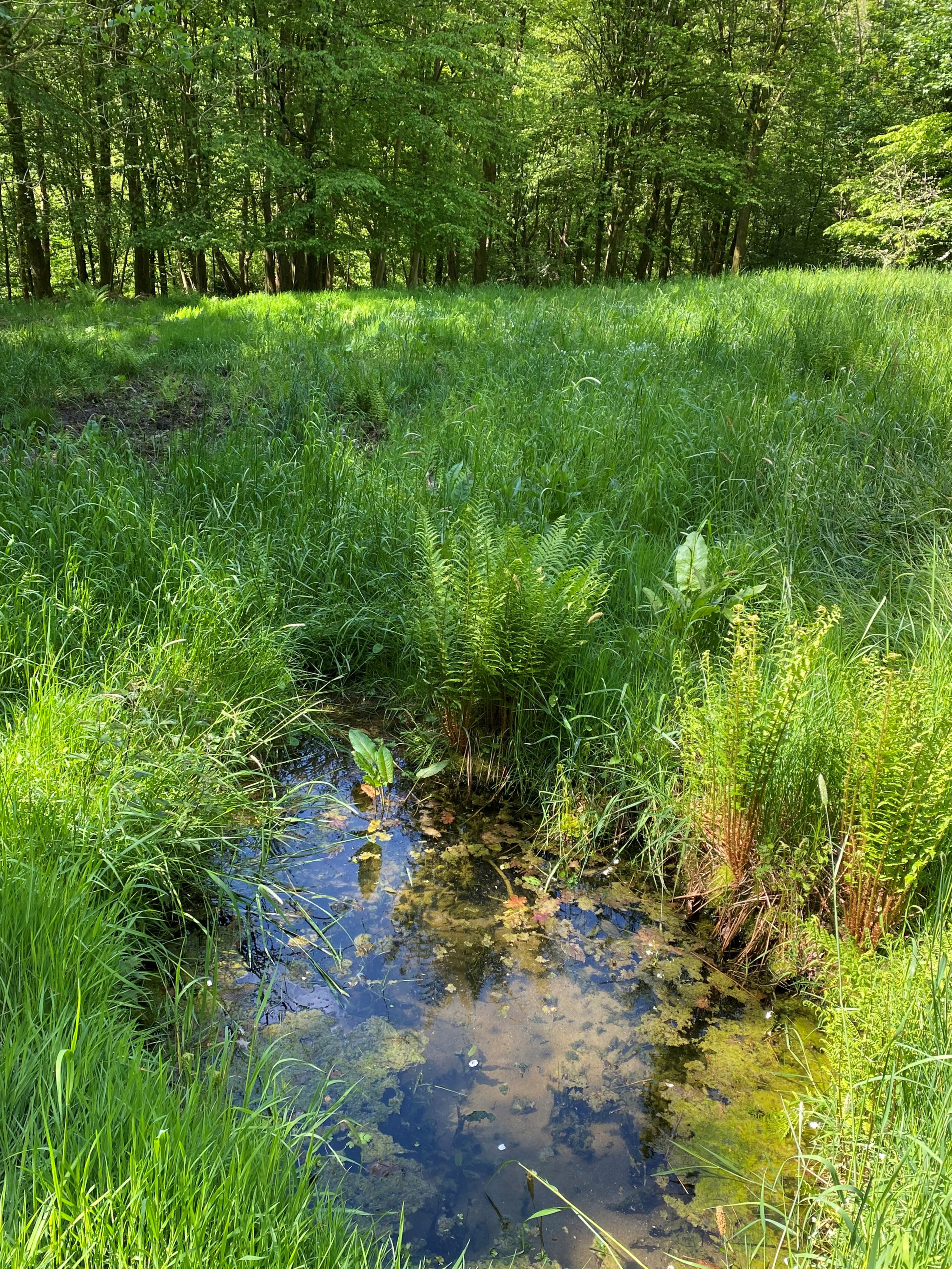
Quelltümpel auf einer Lichtung